# Piet Apol
Pieter (Piet) Apol (Amsterdam, 12 april 1915 - aldaar, 29 maart 1957) was een Nederlands architect, schrijver en schilder. 

## Levensloop
Zijn bescheiden oeuvre werd in beperkte oplage uitgegeven door Uitgeverij De Beuk van Wim J Simons. Zijn verhalen passen in de Nederlandse verbeeldingsliteratuur.
Piet Apol was gehuwd met kunstenares Anna Cornelia Boelhouwer (Anni Apol).

## Literair werk
- Het Ongemak – verhalenbundel, uitgegeven door De Boekerij nv / Baarn. Bevat volgende kortverhalen:
  - Het Ongemak
  - De Stem
  - Brief aan Wim
  - Een Denkfout
  - De Equilibrist
  - Een Bezoeker
  - De Toneelspeler
  - De Lege Kooi
  - De Rode Vogel

- Achter tralies – bundel – Uitgeverij De Beuk, Amsterdam (1955), 46 pp.
- De Rode Vogel – Corvey (1955), 21 pp.
- Pro Juventute – De paraplu (scenario voor film)
- Per Order – kortverhaal, verschenen in De Gids, jaargang 119 (1956) (Piet Apol Per order, De Gids. Jaargang 119 - DBNL)
- De Equilibrist – kortverhaal, verschenen in Nieuw Vlaams Tijdschrift, jaargang 11 (1957)

## Schilderijen
"Gezicht op het Rokin, Amsterdam"
- Digitale Bibliotheek voor de Nederlandse Letteren: apol001
- International Standard Name Identifier: 0000 0003 8950 5699
- Nederlandse Thesaurus van Auteursnamen: 070153329
- RKD-Nederlands Instituut voor Kunstgeschiedenis: 362685
- Virtual International Authority File: 282916053
- WorldCat: E39PCjDk3CCKGbgThkcdfH7GVy